# Göstrings urskog
Göstrings urskog är ett naturreservat i Boxholms kommun i Östergötlands län.
Området är naturskyddat sedan 2009 och är 39 hektar stort. Reservatet omfattar en höjd öster om sjön Trehörningen. Reservatet består av en gammal barrblandskog. 